# Sterling (Alaska)
Sterling ist ein Ort und ein census-designated place (CDP) im Kenai Peninsula Borough in Alaska. Das U.S. Census Bureau ermittelte bei der Volkszählung 2020 eine Einwohnerzahl von 5918.

## Geographie
Sterling befindet sich im Westen der Kenai-Halbinsel in einem Tieflandbereich der Halbinsel 24 km östlich von Kenai. Das CDP-Gebiet liegt am rechten, nördlichen Flussufer des unteren Kenai River, nordwestlich vom Skilak Lake gelegen. Es hat eine Längsausdehnung in Ost-West-Richtung von 22 km und eine maximale Breite von 15 km. Der Sterling Highway (Alaska Route 1) durchquert das Gebiet in Ost-West-Richtung. Das Sterling CDP grenzt im Süden an das Funny River CDP sowie im Westen an die City of Soldotna und an das Ridgeway CDP.

## Geschichte
Als 1954 an der Stelle des heutigen Sterling ein Postamt eröffnet wurde, gab es in der Umgebung nur ein paar Siedler. Als Namen für das Postamt wählte man „Sterling“, da der Sterling Highway das Gebiet durchquerte. Sterling ist seit 1980 ein census-designated place. Sterling ist ein bekanntes Touristenziel mit Aktivitäten wie Jagd und Sportfischen. Ein größerer Teil der Bevölkerung lebt nur saisonal in Sterling.

## Demografie
Zum Zeitpunkt der Volkszählung im Jahre 2020 (U.S. Census 2020) hatte Sterling 5918 Einwohner auf einer Landfläche von 201,45 km². Von den Einwohnern waren 5017 Weiße, 21 afrikanisch-amerikanischer Abstammung, 218 Indigene sowie 74 Asiaten. Beim Zensus im Jahr 2000 wurden 4705 Einwohner gezählt, 2010 waren es 5617. Somit war die Bevölkerungsentwicklung der letzten Jahre ansteigend.